# Liste der Stolpersteine in Barnstorf
Die Liste der Stolpersteine in Barnstorf enthält alle sogenannten Stolpersteine, die im Rahmen des gleichnamigen Projekts von Gunter Demnig in Barnstorf verlegt wurden. Mit ihnen soll an Opfer des Nationalsozialismus erinnert werden, die in Barnstorf lebten und wirkten.

## Verlegte Stolpersteine
| Adresse                  | Verlege- datum | Person, Inschrift                                                                     | Bild | Anmerkung |
| ------------------------ | -------------- | ------------------------------------------------------------------------------------- | --- | --------- |
| Bahnhofstraße 11 ·       | 9. Nov. 2010   | Hier wohnte Herbert Gärtner Jg. 1911 deportiert 1941 ermordet in Minsk                | |           |
| Bahnhofstraße 11 ·       | 9. Nov. 2010   | Hier wohnte Jenny Gärtner geb. Goldschmidt Jg. 1882 deportiert 1941 ermordet in Minsk | |           |
| Bahnhofstraße 11 ·       | 9. Nov. 2010   | Hier wohnte Max Gärtner Jg. 1877 deportiert 1941 ermordet in Minsk                    | |           |
| Bahnhofstraße 11 ·       | 9. Nov. 2010   | Hier wohnte Otto Gärtner Jg. 1914 deportiert 1941 ermordet in Minsk                   | |           |
| Bahnhofstraße 11 ·       | 9. Nov. 2010   | Hier wohnte Thea Gärtner geb. Östreich Jg. 1907 deportiert 1941 ermordet in Minsk     | |           |
| Friedrich-Plate-Straße · | 10. Sep. 2009  | Hier wohnte Pauline Fränkel Jg. 1889 deportiert 1942 Minsk                            | Bild gesucht Die Wikipedia wünscht sich an dieser Stelle ein Bild vom hier behandelten Ort. Falls du dabei helfen möchtest, erklärt die Anleitung , wie das geht. BW |           |
| Friedrich-Plate-Straße · | 10. Sep. 2009  | Hier wohnte Julius Fränkel Jg. 1885 deportiert 1942 Minsk                             | Bild gesucht Die Wikipedia wünscht sich an dieser Stelle ein Bild vom hier behandelten Ort. Falls du dabei helfen möchtest, erklärt die Anleitung , wie das geht. BW |           |